# 陳鳴謙
陳鳴謙（?—?），廣東省廣州府三水縣人，清朝政治人物、進士出身。

## 生平
光緒三年（1877年），参加丁丑科殿試，登進士二甲第114名。同年五月，經吏部掣簽，授即用知縣。